# Kreis Saranda

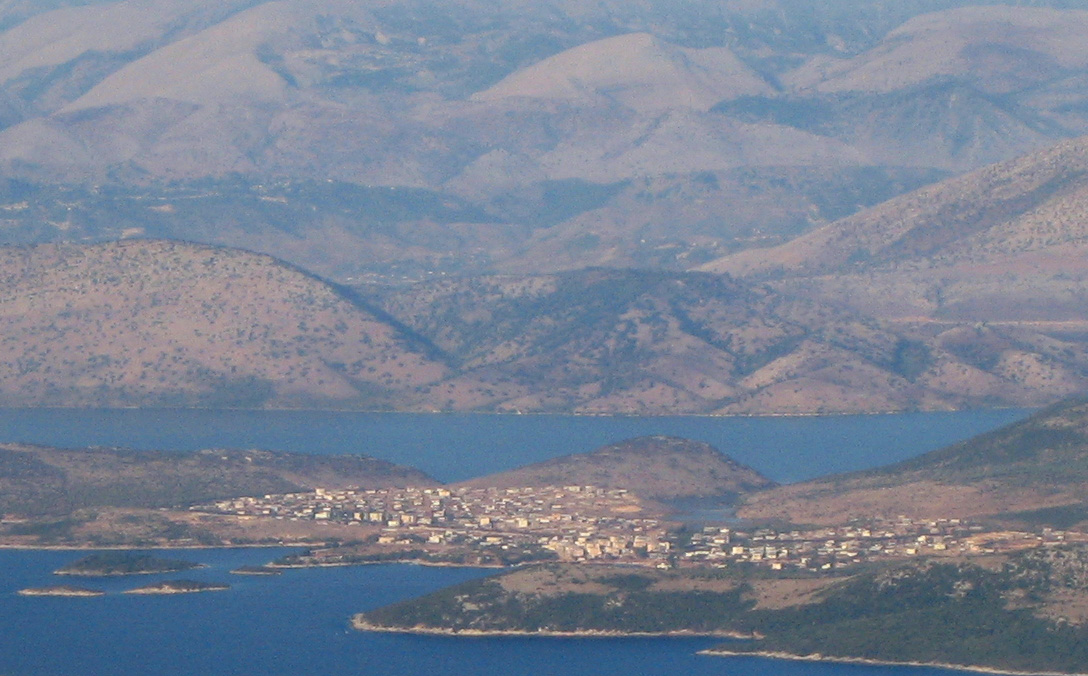
Der Butrintsee und das Dorf Ksamil südlich von Saranda aufgenommen von der griechischen Insel Korfu

Der Kreis Saranda (albanisch Rrethi i Sarandës; griechisch Αγιοι Σαραντα Aghioi Saranta) war einer der 36 Verwaltungskreise Albaniens, die im Sommer 2015 nach einer Verwaltungsreform aufgehoben worden sind. Das Gebiet ganz im Süden des Landes mit einer Fläche von 730 Quadratkilometern gehört zum Qark Vlora. Benannt wurde der Kreis nach der Hauptstadt Saranda.
Rund ein Drittel der Bevölkerung von etwa 37.798 Einwohnern (2011) gehört der griechischen oder der aromunischen Minderheit an. Von 64 Dörfern im Bezirk sind heute noch 35 mehrheitlich von Griechen bewohnt. Rund zwei Drittel der Bevölkerung zählt sich zum orthodoxen Glauben. Etwa ein Viertel ist muslimisch, der Rest zumeist ohne Glaubensbekenntnis.

## Geographie

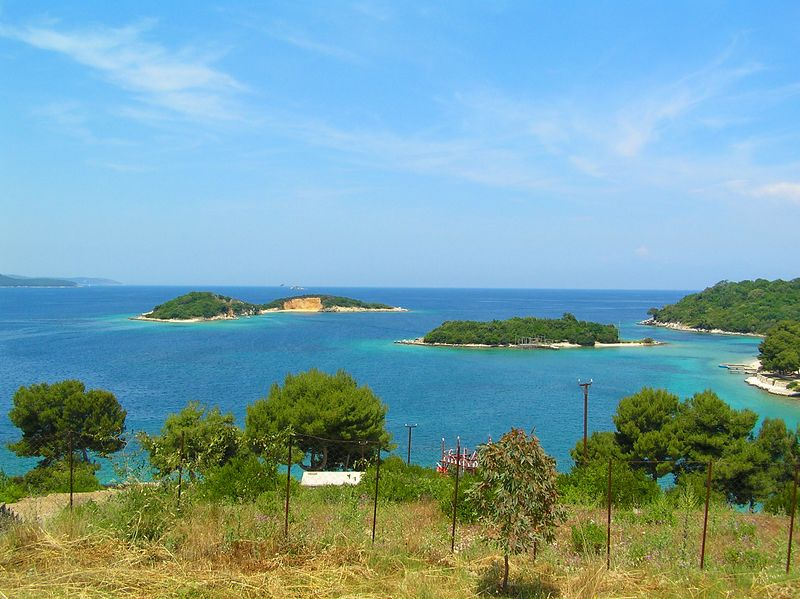
Inseln bei Ksamil

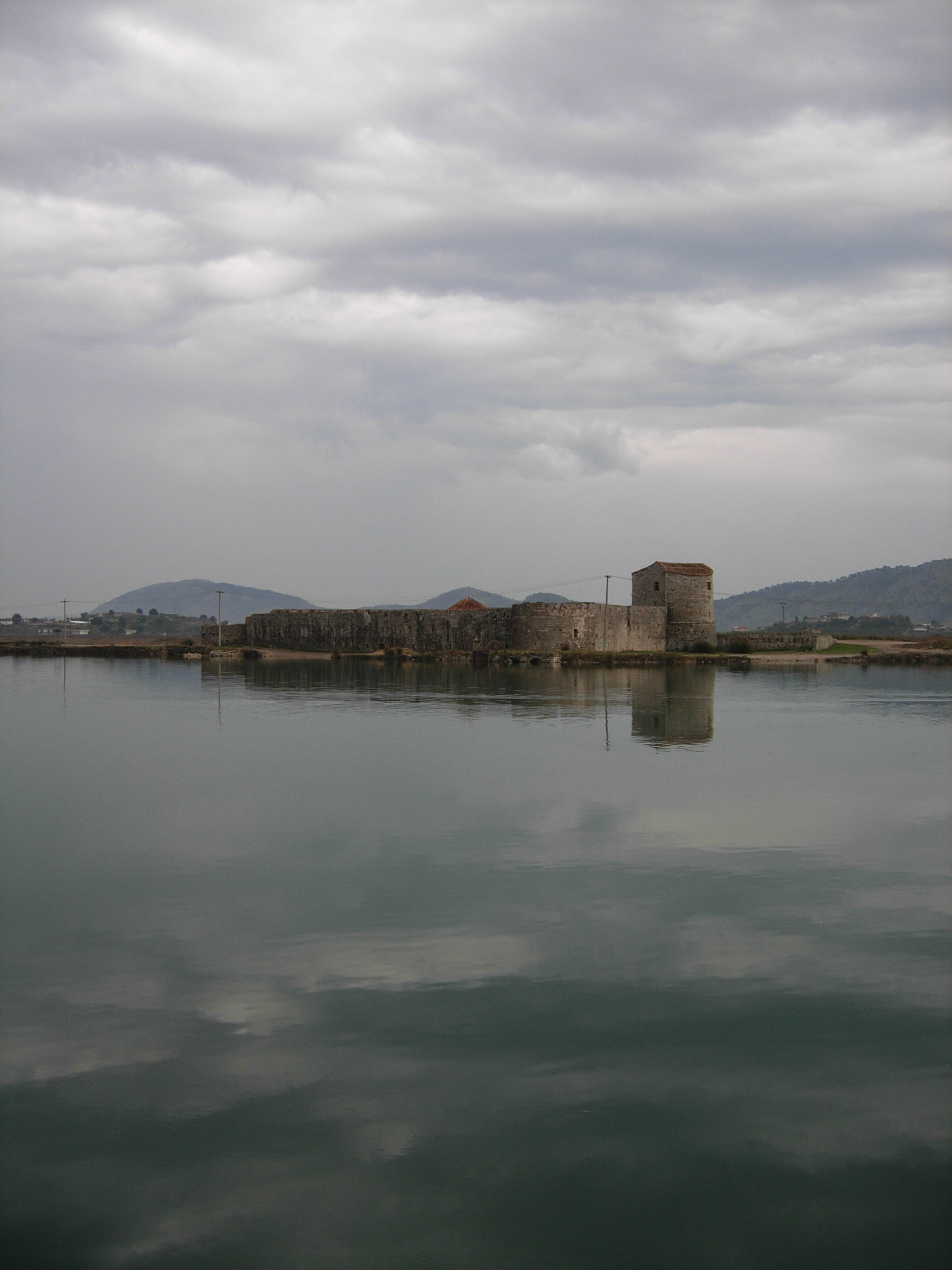
Vivar-Kanal und venezianische „Dreiecksfestung“ bei Butrint

Das Gebiet des Kreises liegt an der Küste des Ionischen Meers. Im Süden grenzt es an Griechenland. Der Küste im Süden ist die griechische Insel Korfu vorgelagert; an der engsten Stelle der Straße von Korfu trennen nur rund zwei Kilometer Meer das Festland von der Insel.
Der Kreis lässt sich in drei Gebiete unterteilen:
Im Norden gehörte der südliche Teil der Albanischen Riviera zum Kreis Saranda. Hierzu gehörten die Dörfer Borsh, Piqeras, Lukova, Shën Vasil (früher Përparim) sowie die nördlich von Borsh in den Bergen gelegenen Dörfer Fterra und Çorraj. Es handelt sich um eine Steilküste; einzig bei Borsh bildete ein Bach eine kleine Ebene. Der Bergzug, der samt seiner Ostflanke zum Kreis gehört, erreicht bei Lukova eine maximale Höhe von 953 m ü. A. Nördlich von Borsh liegt etwas weiter vom Meer entfernt die Maja e Golishit mit 1428 m ü. A.
Südlich schließt sich nach einer größeren, unbewohnten Halbinsel die Stadt Saranda mit der südöstlich gelegenen Vurgo-Ebene an. Von der fruchtbaren Ebene im Osten ist die Stadt durch einen schmalen, rund 200 Meter hohen Hügelzug getrennt, der sich nach Süden bis nach Butrint erstreckt. Südlich der Ebene liegt der brackige Butrintsee, der an seinem Südende vom Vivar-Kanal mit dem Meer verbunden wird. Die Vurgo-Ebene wird vom Flüsschen Bistrica gequert, die ursprünglich in den Butrintsee mündete, nach dem Zweiten Weltkrieg aber umgeleitet und nördlich des Sees direkt ins Meer geführt wurde. Damit konnte Sumpfgebiet in landwirtschaftliche Nutzfläche umgewandelt werden.
Das Gebiet rund um Butrint auf beiden Seiten des Kanals gehört zum Butrint-Nationalpark, der neben den antiken Ruinen auch die Feuchtgebiete rund um den See, die ganze Ksamil-Halbinsel, Teile der Schwemmlandebene und den Korafi-Hügelzug beim Kap Stillo schützt.
Der dritte Teil des Kreises umfasst die Südspitze Albaniens mit Konispol und seinem bergigen Hinterland. Hier dehnt sich der schmale Streifen des Kreises rund 25 Kilometer ins Hinterland aus. Die Berge an der südöstlichen Kreisgrenze erreichen in der Maja e Sfugarës 1759 m ü. A.; dies ist der höchste Punkt des Kreises Saranda. Entwässert wird dieser Teil von der Pavlla.
Die ganze Region hat ein sehr trockenes Klima. Saranda rühmt sich 300 Sonnentage im Jahr. Dank der aus dem Gebirge kommenden Flüssen und diversen Quellen können insbesondere die Küstenebenen trotzdem landwirtschaftlich gut genutzt werden. Die mit viel Aufwand zur kommunistischen Zeit angelegten Terrassen mit Monokulturen von Oliven- und Zitrusbäumen werden heute weniger intensiv gepflegt und genutzt: Die von den Kooperativen angelegten Bewässerungsanlagen werden vielerorts nicht mehr unterhalten, seit das Land unter Einzelbesitzer aufgeteilt wurde. Südlich von Saranda und besonders im Gebiet von Ksamil mussten seit Ende der 1990er Jahre viele Orangen- und Olivenhaine Neubauten weichen. Die Landschaft dort ist durch Neubauten (zumeist Hotels und Pensionen) regelrecht verwüstet, weil viele Landbesitzer – in der Hoffnung am Aufschwung des Tourismus teilhaben zu können – wild und ungeplant bauen. Einen Raumordnungsplan hat die Region Saranda bis heute (2006) nicht.

## Geschichte

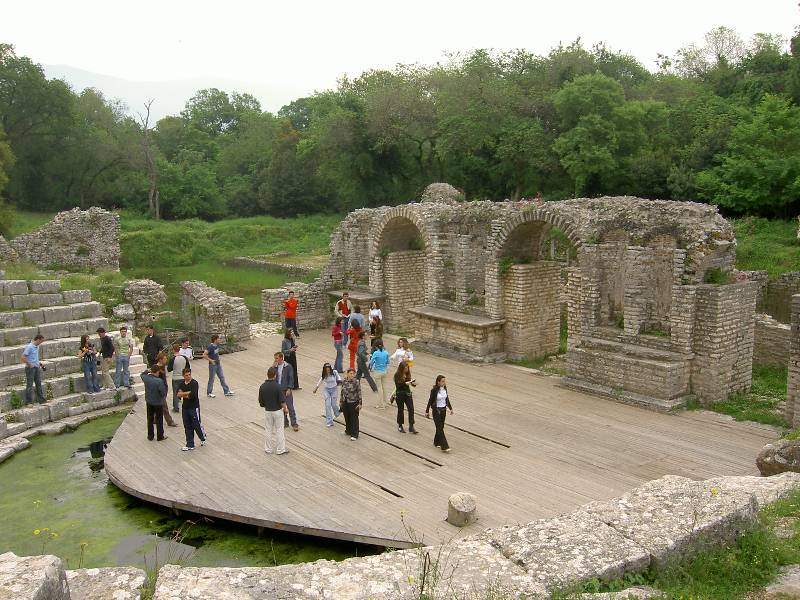
Butrint: Antikes Theater

Das Gebiet rund um Saranda wird schon seit Urzeiten bewohnt. Die Höhlen bei Konispol mit den in der Shpella e Kërçmoit entdeckten Artefakten aus dem Paläolithikum sowie die antiken Städte Phoinike im benachbarten Kreis Delvina und das UNESCO-Welterbe Butrint sind die prominentesten Beispiele der langen Geschichte der Region. Bei Borsh und Butrint gibt es auch Befestigungen aus dem Mittelalter und der frühen Neuzeit. Vom Beginn des 15. Jahrhunderts bis 1912 war die Region Teil des Osmanischen Reiches und wurde von Delvina (damals Sitz des Sandschak-Beys) aus verwaltet. Im Kreisgebiet von Saranda war die Islamisierung weniger durchgreifend als andernorts in Albanien. Die Bevölkerung blieb mehrheitlich orthodox.
In den Jahren an der Wende vom 18. zum 19. Jahrhundert gehörte das Gebiet zum quasi autonomen Machtbereich Ali Pascha Tepelenas. Dieser albanische Potentat bemühte sich um die Förderung des Handels mit Italien, an dem Saranda und Butrint seit dem 16. Jahrhundert kaum mehr beteiligt gewesen waren. Bis zum Ende des 19. Jahrhunderts änderte sich aber nichts an der Abgeschiedenheit der Gegend.
Während des 1. Balkankriegs wurde die Region 1912 von griechischen Truppen besetzt. Wegen der zahlreichen griechischen Bevölkerung beanspruchte die Regierung in Athen den Landstrich für Griechenland. Nur widerwillig und auf Druck der europäischen Großmächte räumten die Griechen Saranda Anfang 1914, und die Region wurde an den neu gegründeten Staat Albanien angeschlossen. Von 1916 bis Anfang 1919 gehörte Saranda zum italienischen Besatzungsgebiet in Albanien.
Die meisten Schulen im Kreisgebiet waren bis Ende der 1920er Jahre in den Händen der orthodoxen Kirche; Unterrichtssprache war oft Griechisch. Unter König Ahmet Zogu wurden sie verstaatlicht und albanisiert.
Als erster Archäologe kam in den 1930er Jahren der Italiener Luigi Maria Ugolini in die Gegend von Saranda. Er ist der wissenschaftliche Wiederentdecker von Butrint und Onchesmos gewesen. Die Lage der Orte war zwar immer bekannt gewesen, ihre historische Bedeutung aber kaum mehr.
Nach der Annexion Albaniens durch das faschistische Italien am Karfreitag 1939 wurde die Region 1940 Kriegsgebiet. Hier formierten sich die italienischen Truppen zum Überfall auf Griechenland. Als die Griechen den Angriff kurz darauf zurückschlagen konnten, standen von Dezember 1940 bis April 1941 wiederum griechische Truppen im Kreis Saranda. Dann kamen die Italiener zurück, deren Besatzungsregime 1943 von der deutschen Wehrmacht abgelöst wurde, bis die Region im September 1944 von den albanischen Partisanen befreit wurde.
Nach 1945 änderte sich die Bevölkerungsstruktur des Landkreises, weil sich viele muslimische Çamen, die aus dem griechischen Epirus vertrieben worden waren, nahe ihrer alten Heimat ansiedelten.

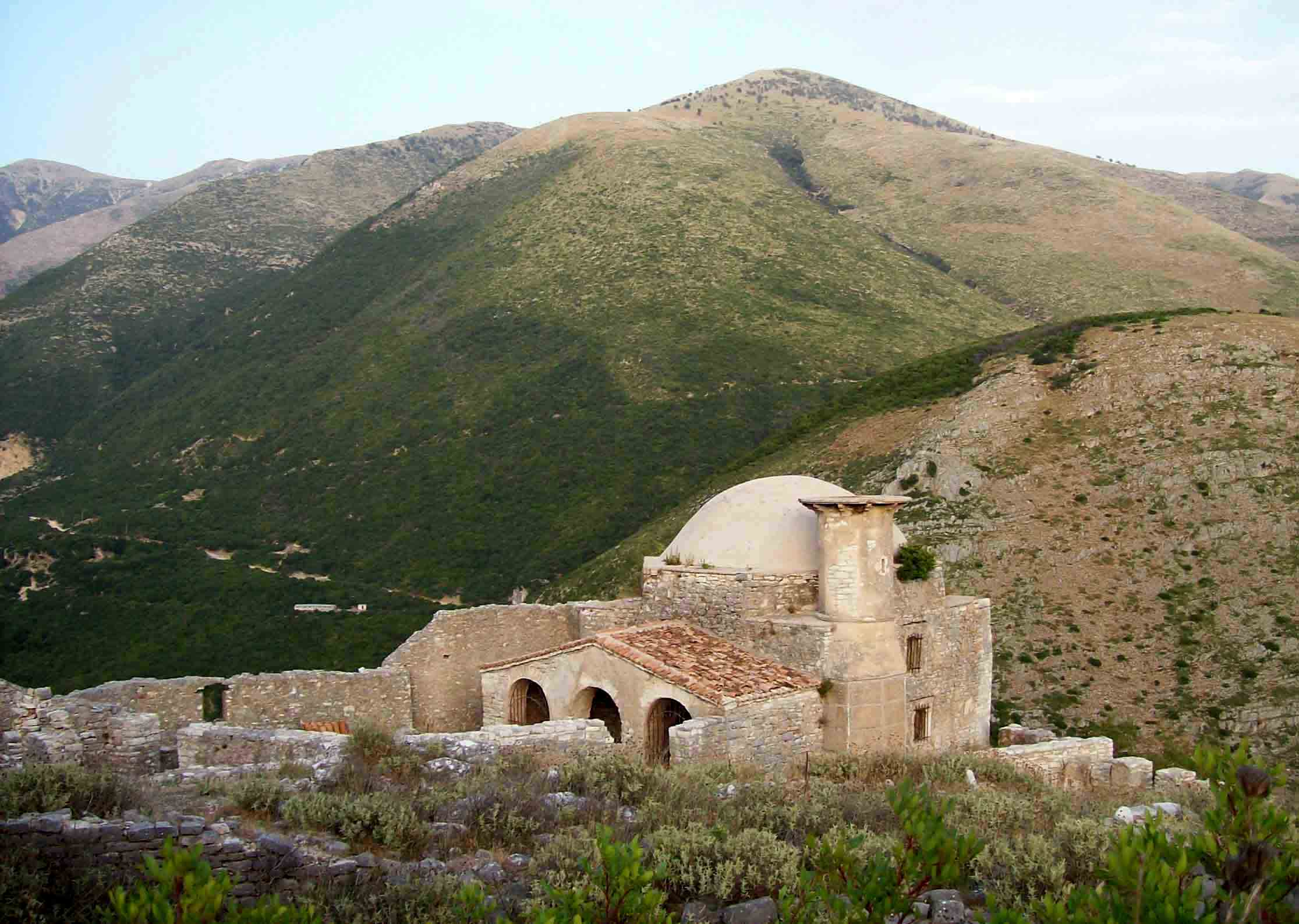
Ruine einer Moschee bei Borsh

Die kommunistische Regierung begann in den 1960er Jahren mit der wirtschaftlichen Entwicklung der Region. Erst zu dieser erhielt Saranda selbst einen eher städtischen Charakter. Neben dem Tourismus lag das Hauptaugenmerk der kommunistischen Regionalplanung aber auf der Landwirtschaft. Die vorerwähnten Bewässerungssysteme wurden angelegt und die landwirtschaftliche Nutzfläche stark erweitert. Das Dorf Ksamil wurde in den 1970er Jahren als Projekt des kommunistischen Jugendverbandes ganz neu angelegt. An der Küste bei Borsh und bei Lukova wurden zwei Arbeitslager für politische Gefangene angelegt. Die Insassen, viele von ihnen orthodoxe und muslimische Geistliche, mussten unter unmenschlichen Bedingungen Sümpfe trockenlegen sowie Oliven- und Orangenhaine anpflanzen.
Aufgrund der Nähe zu Korfu versuchten einige Albaner von der Halbinsel bei Butrint aus schwimmend auf die griechische Insel zu fliehen. Es ist nur eine erfolgreiche Flucht dokumentiert. Mehrere Flüchtlinge wurden erschossen, andere ertranken, die meisten wurden von der Polizei oder dem Sigurimi eingefangen.
Nach dem Ende des Kommunismus sind viele Bewohner des Kreises insbesondere nach Griechenland emigriert, um der schwierigen wirtschaftlichen Lage in der Heimat zu entgehen. Es wird angenommen, dass rund ein Drittel der Einwohner ausgewandert ist. In vielen Dörfern sind fast nur noch die Alten zurückgeblieben. Anfang der 1990er Jahre verzeichnete der Kreis Saranda aber auch eine Zuzugsbewegung aus Nordalbanien, wo die wirtschaftliche Lage noch schlechter war. Etwa 100 Familien aus der Mirdita siedelten sich in der Gegend an, so zum Beispiel im Dorf Shendeli (St. Elias) südlich des Vivar-Kanals. In Borsh besetzten Mirditen das aufgelassene Arbeitslager, das sich mittlerweile zu einem eigenen Ortsteil entwickelt hat und eine gegische Sprachinsel in der toskisch- beziehungsweise griechischsprachigen Umgebung bildet.
Wiederholten Änderungen waren seit der Gründung des albanischen Staates die Grenzen der Präfekturen und Kreise im südlichsten Teil Albaniens unterworfen: 1937 bildeten der nördliche Teil des Kreises Saranda bis zum Vivar-Kanal sowie das Gebiet des heutigen Kreises Delvina die Unterpräfektur Delvina. Die Stadt Delvina war zu dieser Zeit viel bedeutender als das kleine Saranda. Der südliche Teil des Kreises Saranda rund um Konispol war eine eigene Unterpräfektur namens Çamëri, da dort mehrheitlich Çamen wohnten. Zur kommunistischen Zeit waren die Gebiete der Kreise Saranda und Delvina eine gemeinsame Verwaltungseinheit. Erst 1993 wurden sie wieder getrennt. Nachträglich wechselte noch die nördlich vom Butrintsee gelegene Gemeinde Aliko vom Kreis Delvina zu Saranda. 2015 wurden die Kreise endgültig aufgehoben und neue Großgemeinden gebildet. Einige griechischsprachige Kommunen wurden mit anderen Gemeinden des Kreises Delvina zur Gemeinde (bashkia) Finiq zusammengelegt. Die Gemeinde Lukova wurde in die Gemeinde Himara, die zum Kreis Vlora gehörte, eingegliedert.

## Wirtschaft

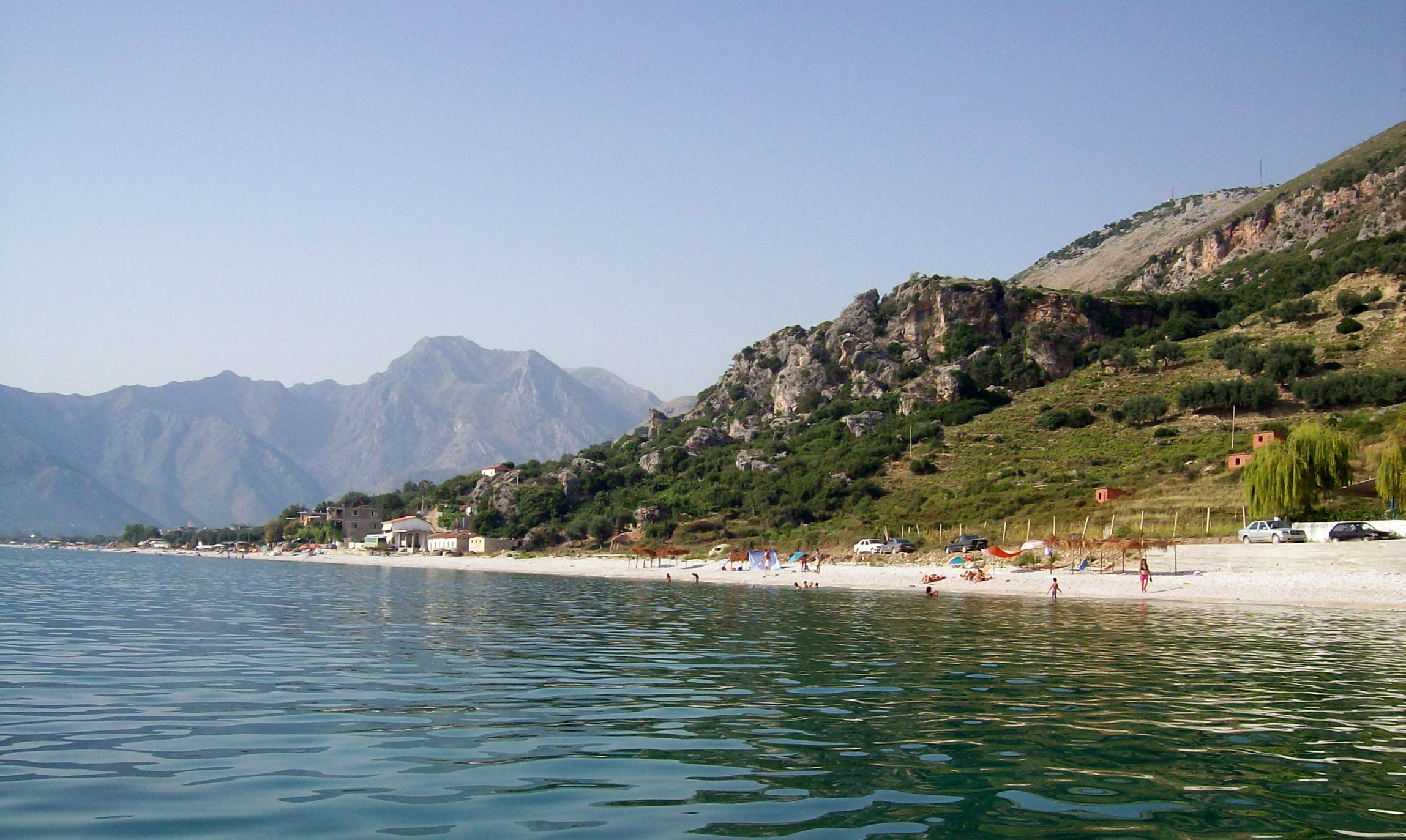
Strand bei Borsh im Norden des Kreises Saranda

Rund um Saranda hat sich der Tourismus seit Beginn des 21. Jahrhunderts rasant entwickelt. Saranda ist eines der Zentren des Tourismus in Albanien. Es ist nicht nur beliebtes Ziel der Begüterten aus den großen albanischen Städten und von Albanern aus dem Ausland, sondern wird auch regelmäßig von ausländischen Gästen besucht. Im Rahmen von Tagesausflügen von Korfu aus kommen besonders viele Besucher nach Saranda und Butrint. Außerhalb des rund 15 Kilometer langen Küstenabschnitts von Saranda nach Ksamil/Butrint ist das touristische Potenzial aber noch kaum genutzt. So ist der Tourismus im südlichen Teil der Albanischen Riviera noch viel weniger entwickelt als im nördlicheren bei Himara, der zum Kreis Vlora gehört.
Vom Aufschwung des Tourismus profitiert insbesondere auch das Baugewerbe. Rund um Saranda entstehen zurzeit mehr neue Unterkünfte, als dem Stadt- und Landschaftsbild dienlich ist. Nicht zuletzt die Tatsache, dass viele Gebäude nicht fertiggestellt sind, sondern nach jeder Saison um ein weiteres Stockwerk ergänzt werden, verleiht dem Ort ein unschönes Aussehen. Aus diesem Grund bemüht sich die Tourismusbranche bisher auch vergeblich um Dauergäste aus den EU-Ländern. So war bis jetzt keiner der großen deutschen Tourismuskonzerne bereit, Saranda ins Programm aufzunehmen.
Das französische Tourismus-Unternehmen Club Méditerranée plante, nördlich von Saranda in einer einsamen Bucht eine Hotelanlage zu errichten. Die lokale Bevölkerung stemmte sich aber gegen das Projekt, da sie der Meinung war, dass ihre Ländereien unter Zwang und mit zu geringer Entschädigung an das französische Unternehmen übereignet worden seien. Weil das Projekt nicht vorankam, hat sich Club Méditerranée nach jahrelangen Auseinandersetzungen aus Albanien zurückgezogen.
Außerhalb Sarandas leben die Menschen nach wie vor fast ausnahmslos von der Landwirtschaft respektive von den Überweisungen von Verwandten und Familienangehörigen, die im Ausland arbeiten.

## Verkehr

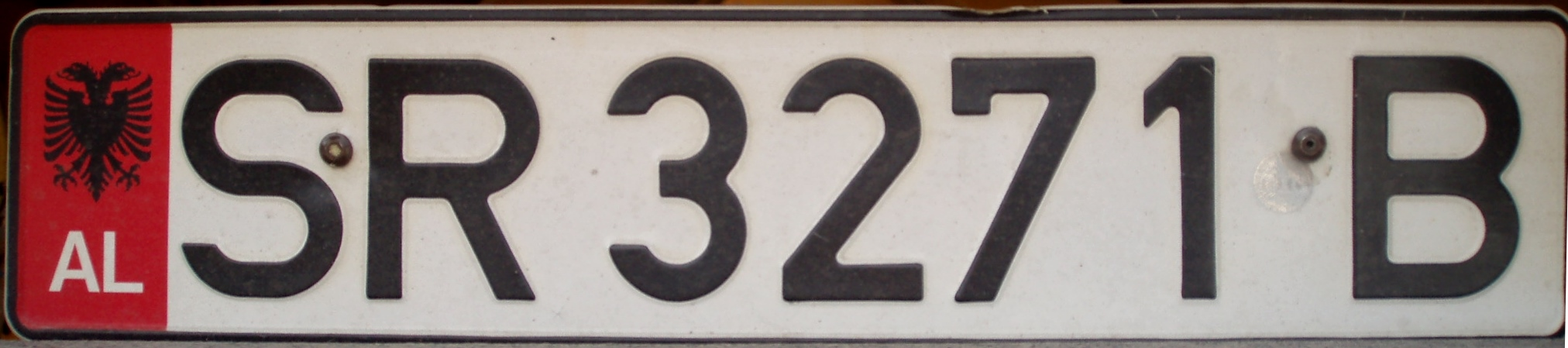
Nummernschild eines Fahrzeugs aus dem Kreis Saranda

Ganz im Süden Albaniens gelegen und durch gebirgiges Hinterland umgeben, ist Saranda nur schlecht an die Zentren des Landes angebunden. Eine Busfahrt nach Tirana dauert rund sechs Stunden. Die neue Achse „Kardhiq–Delvina“ mit dem Skërfica-Tunnel bietet eine Ersparnis von mindestens 30 Minuten Fahrtzeit. Die Straße entlang der Albanischen Riviera (SH 8) wurde ebenfalls ausgebaut, da sie eine wichtige Verbindung für Touristen ist. Da die Küstenstraße aber nach wie vor sehr kurvenreich ist und wegen des steilen Llogara-Pass, verläuft hier nur wenig Verkehr nach Mittelalbanien. Die Strecke über den 572 m ü. A. hohen Pass Qafa e Muzinës, der Sarandas Umgebung mit dem Drinostal und der gut ausgebauten (SH 4) verbindet, hat durch den Skërfica-Tunnel an Bedeutung verloren. Ein Grenzübergang nach Griechenland befindet sich bei Konispol; die Entfernung bis zur Grenze beträgt rund 35 Kilometer.
Von Korfu verkehren täglich Fähren nach Saranda. Im Sommer fahren Tragflügelboote zum Teil auch nach Himara und Vlora.

## Gemeinden
Das Gebiet des Kreises gehört seit 2015 zu den Gemeinden (bashkia) Finiq, Himara, Konispol und Saranda.
| Name     | Einwohner | Gemeindeart | Gehört heute zur Bashkia |
| -------- | --------- | ----------- | ------------------------ |
| Saranda  | 17.233    | Bashkia     | Saranda                  |
| Konispol | 2.123     | Bashkia     | Konispol                 |
| Aliko    | 3.849     | Komuna      | Finiq                    |
| Dhivër   | 1.396     | Komuna      | Finiq                    |
| Ksamil   | 2.994     | Komuna      | Saranda                  |
| Livadhja | 1.165     | Komuna      | Finiq                    |
| Lukova   | 2.916     | Komuna      | Himara                   |
| Markat   | 1.859     | Komuna      | Konispol                 |
| Xarra    | 4.263     | Komuna      | Konispol                 |